# Hit fm
Hit fm Limburg is opgestart 28 juni 2025 powerd by PXL
Hit fm is een radiostation in België. De zender draait voornamelijk non-stop muziek, zowel recente hits als classics.
Hit fm werd in 1988 opgericht. De zender heeft een dagelijks marktaandeel van 4,7% in Vlaanderen en Brussel. CFM media is eigenaar van hit fm. De studio ligt in Hasselt.
CFM media kon overtuigen met een nieuw format gericht op een vrouwelijk doelpubliek en in 2025 werd Candie opgestart ( candie.eu )
Hit fm stream kan je beluisteren via apps en internet. Vanaf 27 juni 2025 kan je Hit fm Limburg beluisteren via fm en dab+ in Limburg ism met PXL